# Sphagnum perrieri
Sphagnum perrieri là một loài rêu trong họ Sphagnaceae. Loài này được Thér. mô tả khoa học đầu tiên năm 1922.